# Enosteoides lapis
Enosteoides lapis — вид ракоподібних з родини порцелянових крабів (Porcellanidae). Описаний у 2022 році.

## Розповсюдження
Ендемік Японії. Відомий з єдиного зразка, зібаного з нори неідентифікованої креветки з роду Alpheus біля узбережжя острова Окінава. Дно, де мешкає вид, складається з субліторальний грубодисперсних відкладень, що включають грубозернистий пісок, гравій і гальку.

## Опис
Enosteoides lapis схожий на Enosteoides melissa (Miyake, 1942) і Enosteoides philippinensis Dolorosa & Werding, 2014 у загальній морфології передньої частини панцира, третього грудного стерніту та амбулаторних ніг, але відрізняється від обох тим, що дорсальна поверхня панцира з сильнішою нерівністю, а також відсутністю щільних перистих щетинок на бічних краях панцира, передньодорсальних поверхнях хел, а також на передньому та задньому краях амбулаторних мер.